# Friends Soundtrack
Friends Soundtrack è la prima colonna sonora dell'artista britannico Elton John (i testi delle canzoni sono di Bernie Taupin), realizzata per il film del 1971 Due ragazzi che si amano di Lewis Gilbert.

## Il disco
Fu pubblicato nel 1971; inizialmente doveva intitolarsi Intimate Games, ma Elton e Bernie decisero fermamente di opporsi. In sostanza è la colonna sonora del film Friends del 1970, con poche canzoni (ma di grande livello); la title track fu una hit con discreto successo. Forse, se Caleb Quaye non avesse deciso di formare gli Hookfoot, avrebbe fatto parte della Elton John Band (che si sarebbe formata di lì a poco) insieme al bassista Dee Murray e al batterista Nigel Olsson. Il disco comprende anche delle composizioni di Paul Buckmaster. Arrivò al 36º posto nella classifica americana.
Questo album ha la particolarità, unica tra gli album di Elton, di essere stato stampato solo come LP; su CD è interamente disponibile solo nella compilation Rare Masters.

## Tracce
1. "Friends" - 2:20
2. "Honey Roll" - 3:00
3. "Variations on 'Friends' Theme (The First Kiss)" - 1:45
4. "Seasons" - 3:52
5. "Variations on Michelle's Song (A Day in the Country)" - 2:44
6. "Can I Put You On" - 5:52
7. "Michelle's Song" - 4:16
8. "I Meant To Do My Work Today (A Day in the Country)" - 1:33
9. "Four Moods" - 10:56
10. "Seasons Reprise" - 1:33

## Formazione
- Elton John: voce, tastiere
- Nigel Olsson: batteria e cori
- Dee Murray: basso, chitarra acustica e cori
- Caleb Quaye: chitarra
- Rex Morris: sax
- Liza Strike, Lesley Duncan e Madeline Bell: cori